# Tommy Lee Wallace
Tommy Lee Wallace, född 6 september 1949 i Somerset, Kentucky, är en amerikansk filmproducent, regissör och manusförfattare känd framför allt för sina skräckproduktioner.
Han har framför allt arbetat inom TV-området och var bland annat med och gjorde serien Det, som blev en stor succé i Sverige.